# Blysmopeltis figuratus
Blysmopeltis figuratus är en mångfotingart som beskrevs av Johns 1970. Blysmopeltis figuratus ingår i släktet Blysmopeltis och familjen Dalodesmidae. Inga underarter finns listade i Catalogue of Life.